# Блумингтон (Индиана)
Блу́мингтон (англ. Bloomington) — город на севере США, в округе Монро, штат Индиана. Согласно переписи населения 2010 года, численность жителей составила 80 405 человек, что соответствует 6-му месту по этому показателю среди городов штата.

## История
В Блумингтоне расположен ведущий кампус Индианского университета, основанный здесь в 1820 году. В 1991-м в книге Томаса Гейнса «Кампус как произведение искусства» (The Campus as a Work of Art) был назван одним из красивейших университетских городков в США. Большинство зданий кампуса построены из индианского известняка.
В 1979 году в городе проходили съёмки фильма «Уходя в отрыв», получившего премию «Оскар».
Трижды (1958, 1981 и 1982) город был награждён премией «All-America City Award» (с англ. — «Всеамериканский город») присуждаемой Национальной гражданской лигой, которую неофициально называют «Нобелевской премией за конструктивное гражданство» и которая выдается за активную гражданскую позицию жителей некорпоративных сообществ Соединённых Штатов в жизни местного самоуправления.

## География

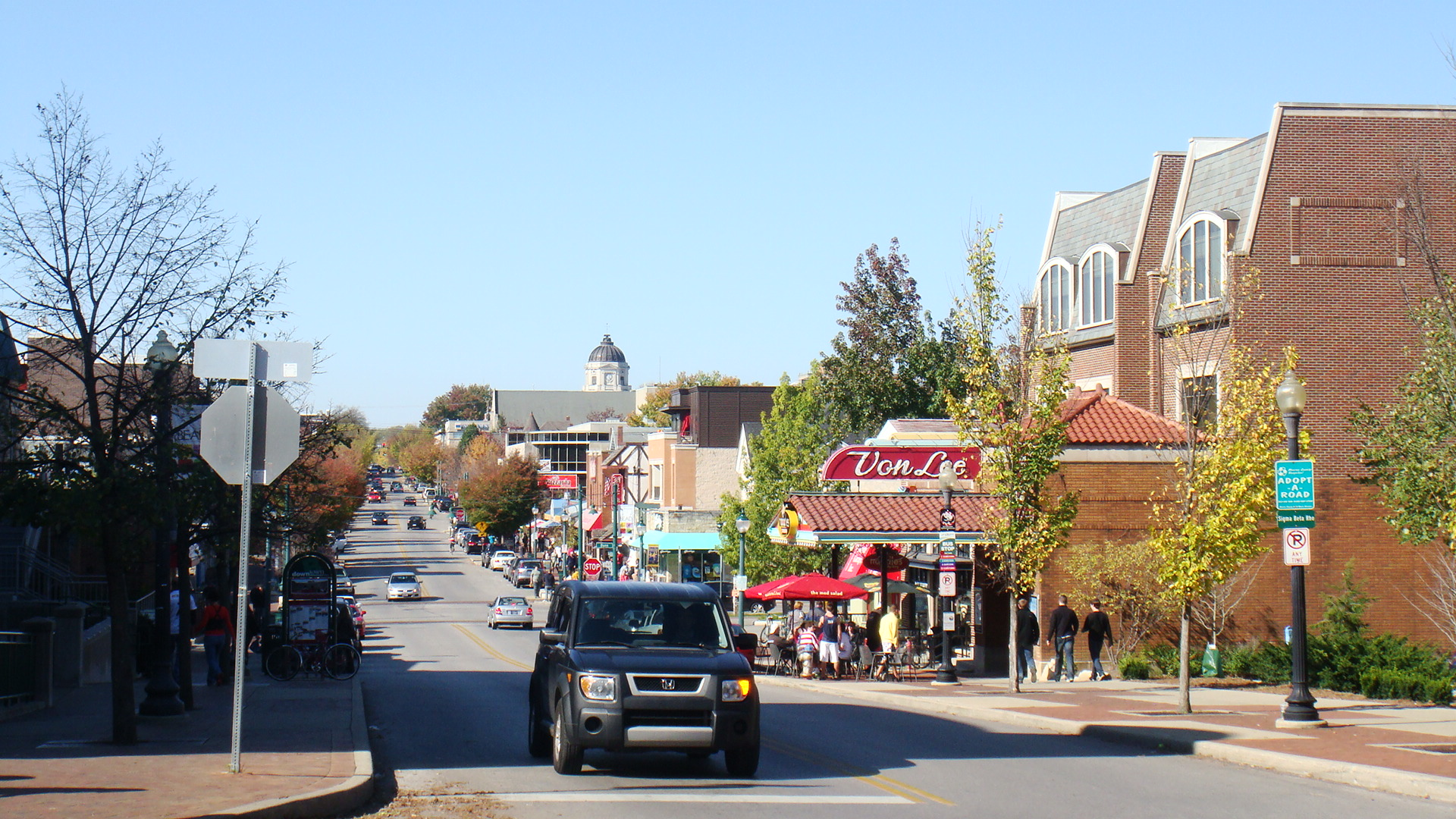
Kirkwood Avenue — центральная улица города

В соответствии с данными указанными на сайте центрального статистического органа страны — Бюро переписи населения США, общая площадь города составляет 51,6 км² (19,9 миль²), из которых 51,1 км² (19,7 квадратных мили) приходится на сушу и 0,5 км² (0,2 квадратных мили) занимает водная поверхность.
Блумингтон расположен в южной части штата Индиана, на холмистой, пересечённой местности с карстовыми процессами, характеризующимися наличием оврагов, трещин, подземных рек, родников и пещер. Находится в 80-и км к югу от столицы штата — Индианаполиса.

### Климат
| Показатель                                                                | Янв. | Фев. | Март | Апр. | Май  | Июнь | Июль | Авг. | Сен. | Окт. | Нояб. | Дек. | Год  |
| ------------------------------------------------------------------------- | ---- | ---- | ---- | ---- | ---- | ---- | ---- | ---- | ---- | ---- | ----- | ---- | ---- |
| Абсолютный максимум, °C                                                   | 26   | 24   | 30   | 33   | 36   | 40   | 43   | 40   | 39   | 36   | 29    | 23   | 43   |
| Средний суточный максимум, °C                                             | 2,8  | 5,4  | 11,3 | 18,0 | 23,2 | 27,7 | 29,5 | 29,2 | 25,8 | 19,1 | 11,5  | 5,1  | 17,4 |
| Средняя температура, °C                                                   | −1,8 | 0,3  | 5,6  | 11,9 | 17,4 | 22,1 | 23,9 | 23,3 | 19,5 | 12,9 | 6,3   | 0,8  | 11,8 |
| Средний суточный минимум, °C                                              | −6,3 | −4,8 | −0,2 | 5,7  | 11,5 | 16,5 | 18,3 | 17,5 | 13,2 | 6,9  | 1,2   | −3,4 | 6,3  |
| Абсолютный минимум, °C                                                    | −29  | −29  | −19  | −8   | −6   | 2    | 8    | 5    | −3   | −8   | −19   | −29  | −29  |
| Среднее число дней с осадками                                             | 12   | 10   | 11   | 12   | 13   | 11   | 10   | 8    | 8    | 9    | 9     | 11   | 123  |
| Норма осадков, мм                                                         | 96   | 75   | 93   | 132  | 136  | 137  | 116  | 86   | 97   | 97   | 100   | 89   | 1254 |
| Источник: Национальное управление океанических и атмосферных исследований |      |      |      |      |      |      |      |      |      |      |       |      |      |

## Население
Блумингтон является главным городом в Блумингтонской агломерации, охватывающей округа Грин, Монро и Оуэн, с общим числом жителей 175 506 человек (2000).
По данным переписи 2000 года в городе проживали 69 291 человек (или 10 454 семей) в 26 468 домохозяйствах. Плотность населения — 1 356 человек на км².
Расовый состав населения:
- белые — 87,03 %
- афроамериканцы — 4,24 %
- коренные американцы — 0,29 %
- азиаты — 5,26 %
- латиноамериканцы — 2, 49 % и др.

В 17,9 % хозяйств были дети в возрасте до 18 лет; супружеских пар, живущих вместе — 29,2 % домохозяйств; матерей-одиночек — 7,8 %; и 60,5 % без семьи. В 7,1 % домохозяйств жили одинокие люди возрастом 65 лет и старше. Средний размер домохозяйства 2,09 чел., семьи — 2,76 чел.
Распределение населения по возрасту:
- до 18 лет — 12,7 %
- от 18 до 24 лет — 42,3 %
- от 25 до 44 лет — 24,6 %
- от 45 до 64 лет — 12,6 %
- от 65 лет — 7,9 %

Средний возраст — 23 года.
На каждые 100 женщин приходилось 94,4 мужчин. На каждые 100 женщин возрастом 18 лет и старше — 92,8 мужчин.
Средний доход на домашнее хозяйство в 2000 году составил $ 25 377, на семью — $ 50 054 в год. Средний доход мужчин — $ 32 470, женщин — $ 26 100. Доход на душу населения — $ 16 481. Около 10,3 % семей и 29,6 % населения находились ниже черты бедности, в том числе 17,3 % из них моложе 18 лет и 7,6 % в возрасте 65 лет и старше.

## Основные работодатели города
- Индианский университет в Блумингтоне
- Boston Scientific
- General Electric
- Otis Elevator Company

## Города-побратимы
У Блумингтона 3 города-побратима:
- Посолтэга[англ.], Никарагуа (1988)
- Санта-Клара, Куба (1999)
- Лучжоу, Тайвань.